# Warme Bode
Die Warme Bode ist der 26 km lange, südwestliche und orographisch rechte Hauptstrang-Quellfluss der Bode im Hochharz in Niedersachsen und Sachsen-Anhalt. Sie entsteht selbst aus dem Zusammenfluss von Großer und Kleiner Bode.

## Name
Der Name Warme Bode ist eine Zusammensetzung aus jenem der Bode und dem Adjektiv warm, einem aus dem althochdeutschen stammenden Adjektiv – damals noch als waram und seit dem mittelhochdeutschen als warm. „Die Unterscheidung“ beider Namen „ist seit Mitte des 15. Jahrhunderts urkundlich belegt.“ Der ursprünglich Wormbode genannte Quellfluss könnte nach dem Wurmberg (Wormberg) benannt sein. Aus Wormbode wurde dann im Lauf der Zeit die Warme Bode. „Kalte Bode ist wohl nur ein missverstandener Gegensatz dazu“. Neben Wormbode gab es auch den Namen Wurmbode. Außerdem gibt es die Wormke, ein Zufluss der Kalten Bode.

## Quellbäche

### Große Bode
Die Große Bode ist der linke, etwa 4,5 km lange Quellbach der Warmen Bode. Ihre Quelle befindet sich am Fuße des Brockens im Südteil des sogenannten Brockenfeldes, an der Landesgrenze zu Sachsen-Anhalt. Gleich in der Nähe liegen die Ursprünge der Kalten Bode, der Ecker und der Oder. Die Große Bode fließt überwiegend nach Süden, am Westhang des Wurmberges Richtung Braunlage. Ihr Bachlauf ist von kleinen Wasserfällen und Fallstufen geprägt, darunter der Obere Bodefall. Vor Braunlage vereinigt sie sich mit der Kleinen Bode zur Warmen Bode.

### Kleine Bode
Die etwa 2,5 km lange Kleine Bode ist der rechte Quellbach der Warmen Bode. Sie entspringt am Fuße der Achtermannshöhe.

## Verlauf der Warmen Bode
Die Warme Bode fließt nach dem Zusammenfluss der Quellbäche über den Unteren Bodefall nach Braunlage. Am nördlichen Ortsrand mündet ihr von Nordwesten das Ulrichswasser und im weiteren Verlauf das Schultalwasser zu. Südöstlich von Braunlage werden die „Weißen Brücken“ erreicht. Im breiter gewordenen Flusstal mündet von Norden an der ehemaligen Fuchsfarm die Bremke in die Warme Bode ein. Die Bremke ist richtungsbestimmend. Von hier an stellt der Verlauf der Warmen Bode die Grenze zwischen Niedersachsen und Sachsen-Anhalt dar (ehemalige Innerdeutsche Grenze). Dort, wo die Warme Bode Niedersachsen verlässt, fließt aus westlicher Richtung der Brunnenbach in die Warme Bode ein, der auch richtungsbestimmend für den Verlauf an dieser Stelle ist. Die Bode fließt nun in Sachsen-Anhalt weiter in Richtung Sorge. Von der Landesgrenze zu Sachsen-Anhalt verläuft sie parallel zur Bundesstraße 242 durch Tanne hindurch.
Nun verläuft die Warme Bode in einem lieblichen Tal und vereint sich dann bei Königshütte, unterhalb der Ruine Königsburg mit der Kalten Bode zur Bode.

## Zuflüsse
Zu den Zuflüssen der Warmen Bode gehören – flussabwärts betrachtet mit orographischer Zuordnung (l/r):
| linksseitig                                                              | rechtsseitig |
| ------------------------------------------------------------------------ | --- |
| - Große Bode (Braunlage) - Bremke - Amkenbach - Schieferbach - Spielbach | - Kleine Bode (Braunlage) - Ulrichswasser (Braunlage) - Schultalwasser - Großer Goldbach - Kleiner Goldbach - Brunnenbach - Ochsenbach (Sorge) - Großer Allerbach (Tanne) |
| (in Klammern der Ort der Mündung in die Warme Bode)                      | |

## Talsperrenprojekt
Im Rahmen des vor dem Zweiten Weltkrieg projektierten Talsperren-Verbundprojekts „Bodewerk“ war – wie auch an der Kalten Bode – eine Vorsperre für die Warme Bode geplant. Mit den Bauarbeiten wurde begonnen. Eine Dammaufschüttung ist noch heute im Tal an der Bundesstraße 242 vorhanden. Nahe der Siedlung Wietfeld wurden zwei Arbeiterlager errichtet. Der Zweite Weltkrieg unterbrach die Arbeiten. Während im Ostharz das „Bodewerk“ nach dem Zweiten Weltkrieg einschließlich des Hochwasserschutzbeckens Mandelholz an der Kalten Bode und insbesondere der Rappbode-Talsperre fertiggestellt wurde, kam die Talsperre im Tal der Warmen Bode nicht zur Ausführung.

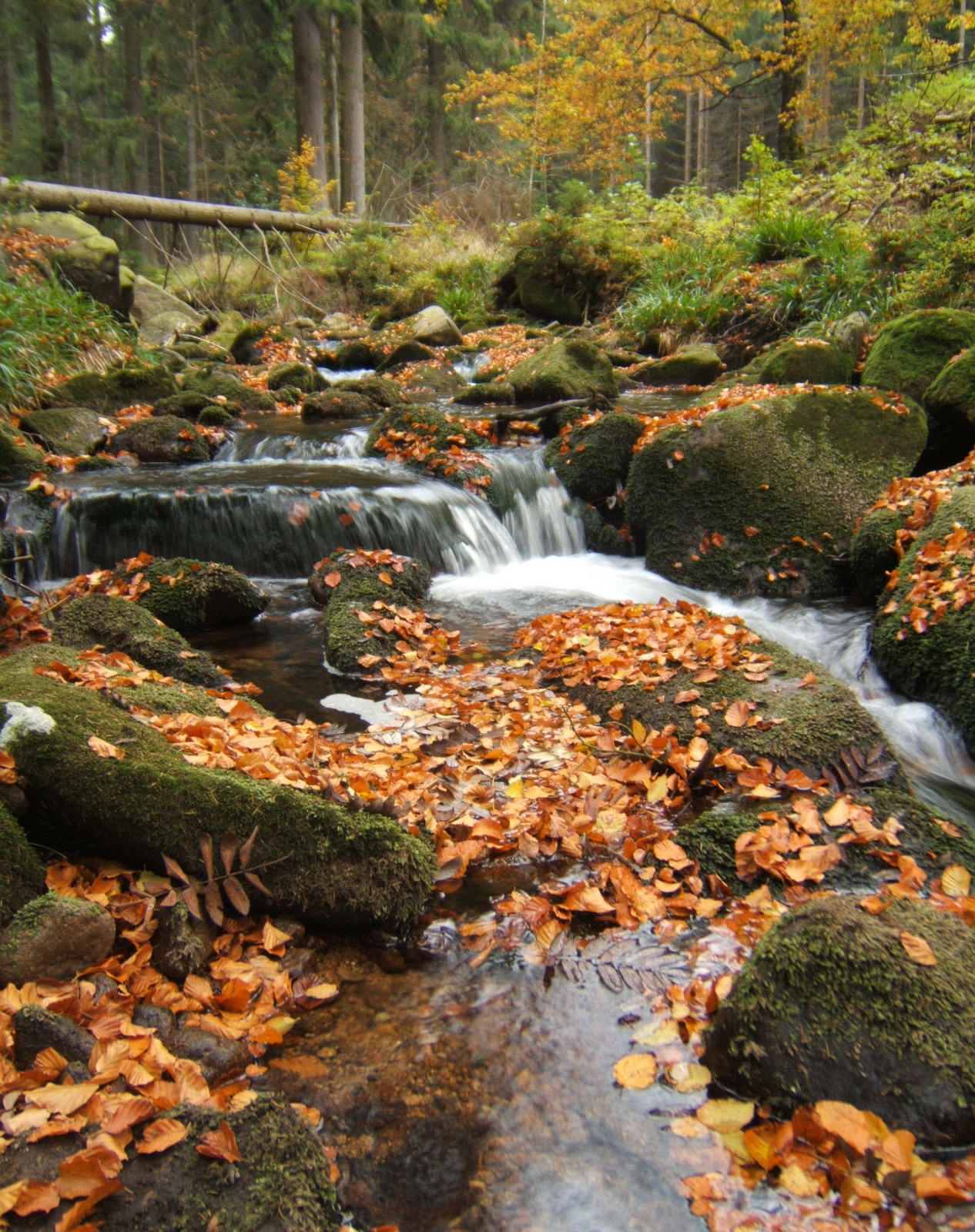
Die Große Bode im Herbst
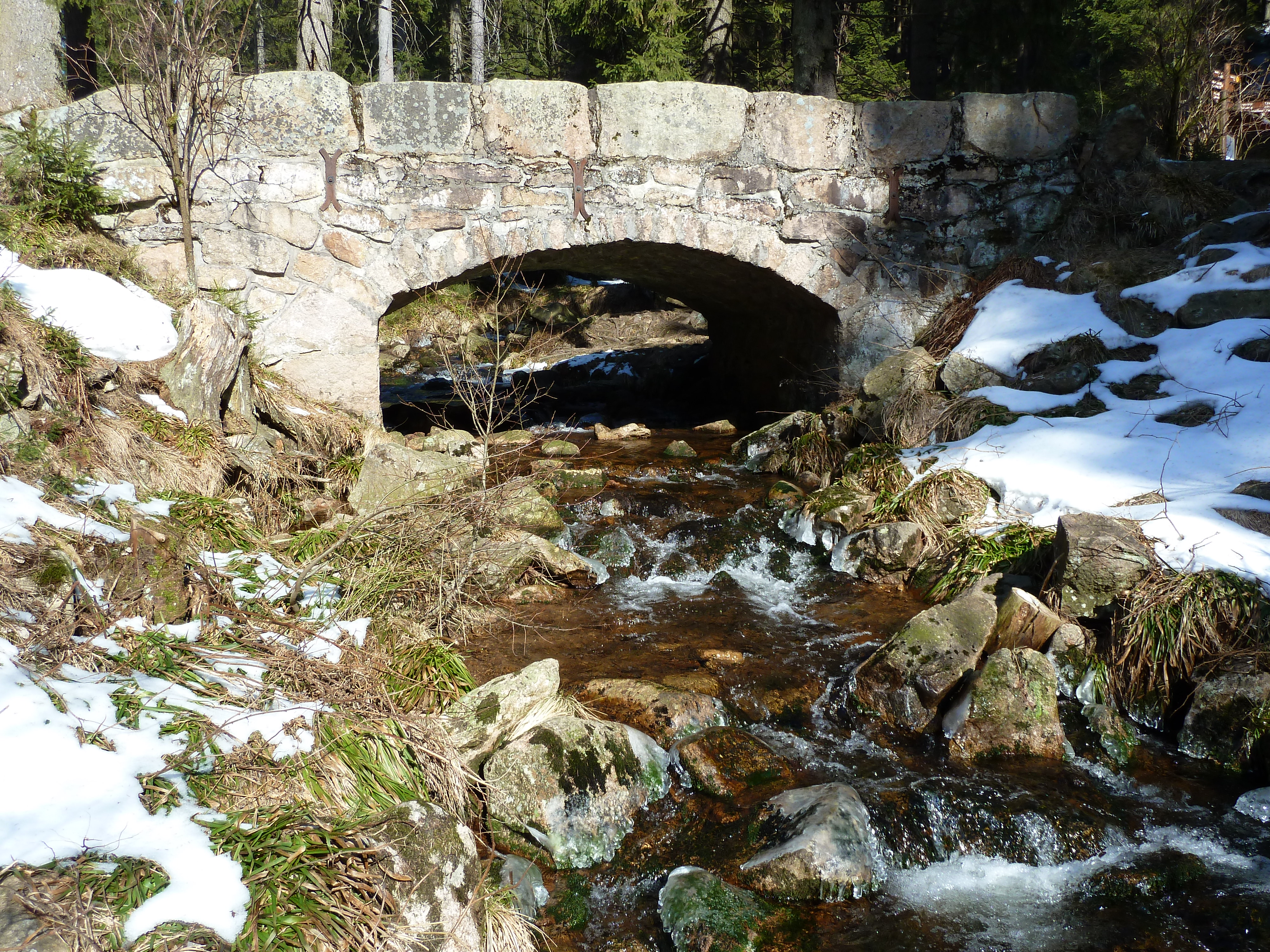
Die Bärenbrücke am Fuße des Wurmbergs
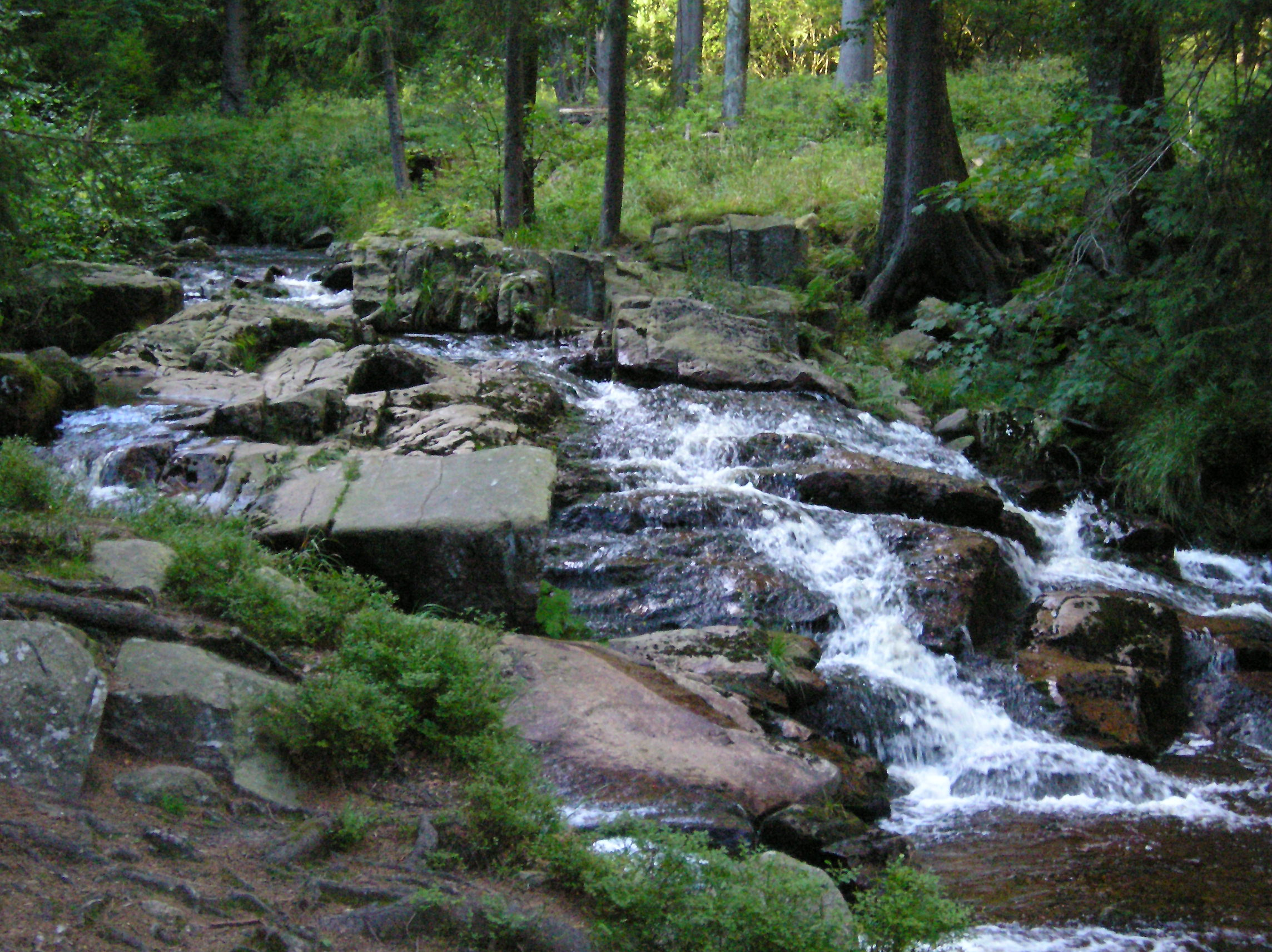
Untere Bodewasserfall bei Braunlage am Fuß des Wurmbergs
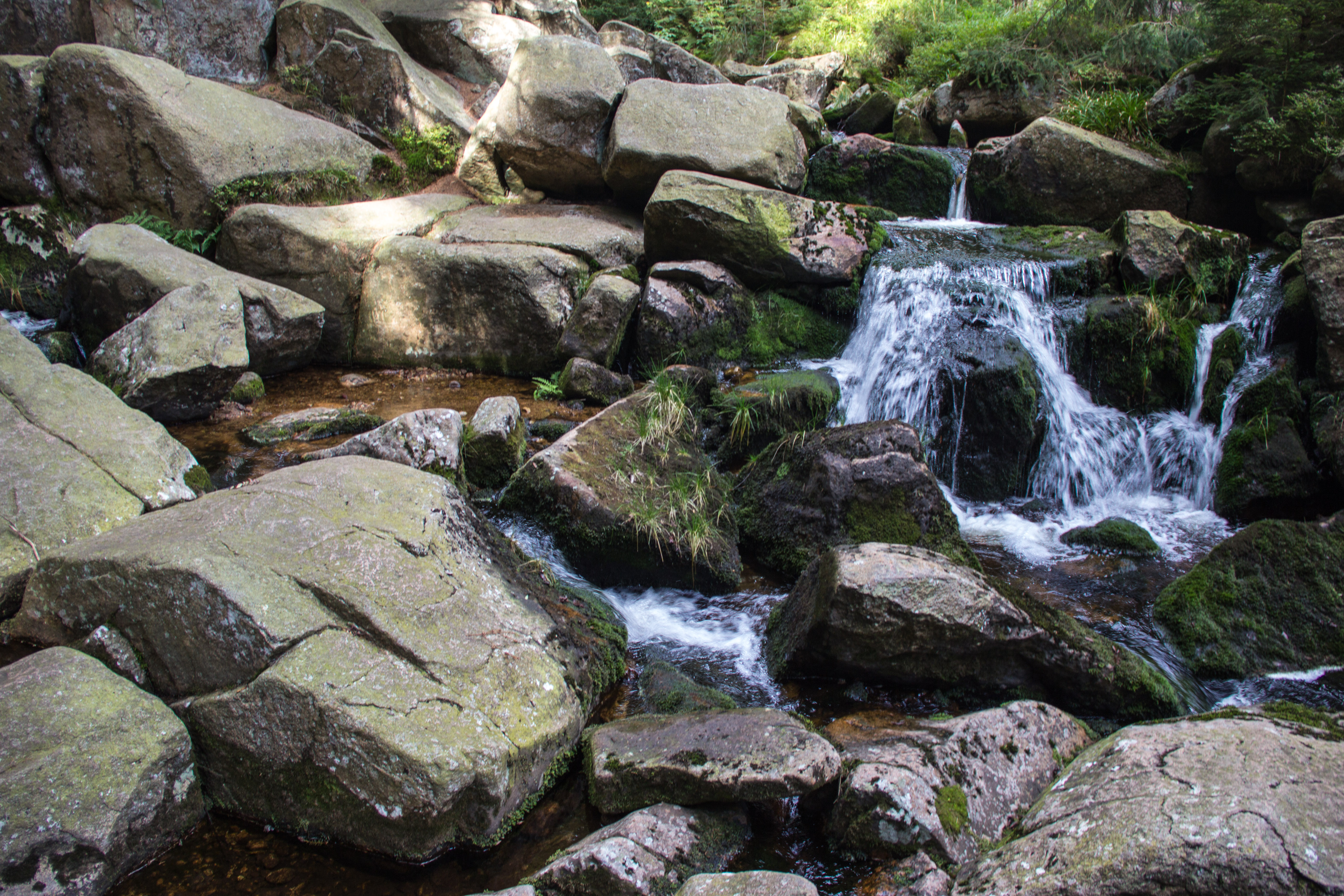
Obere Bodewasserfall
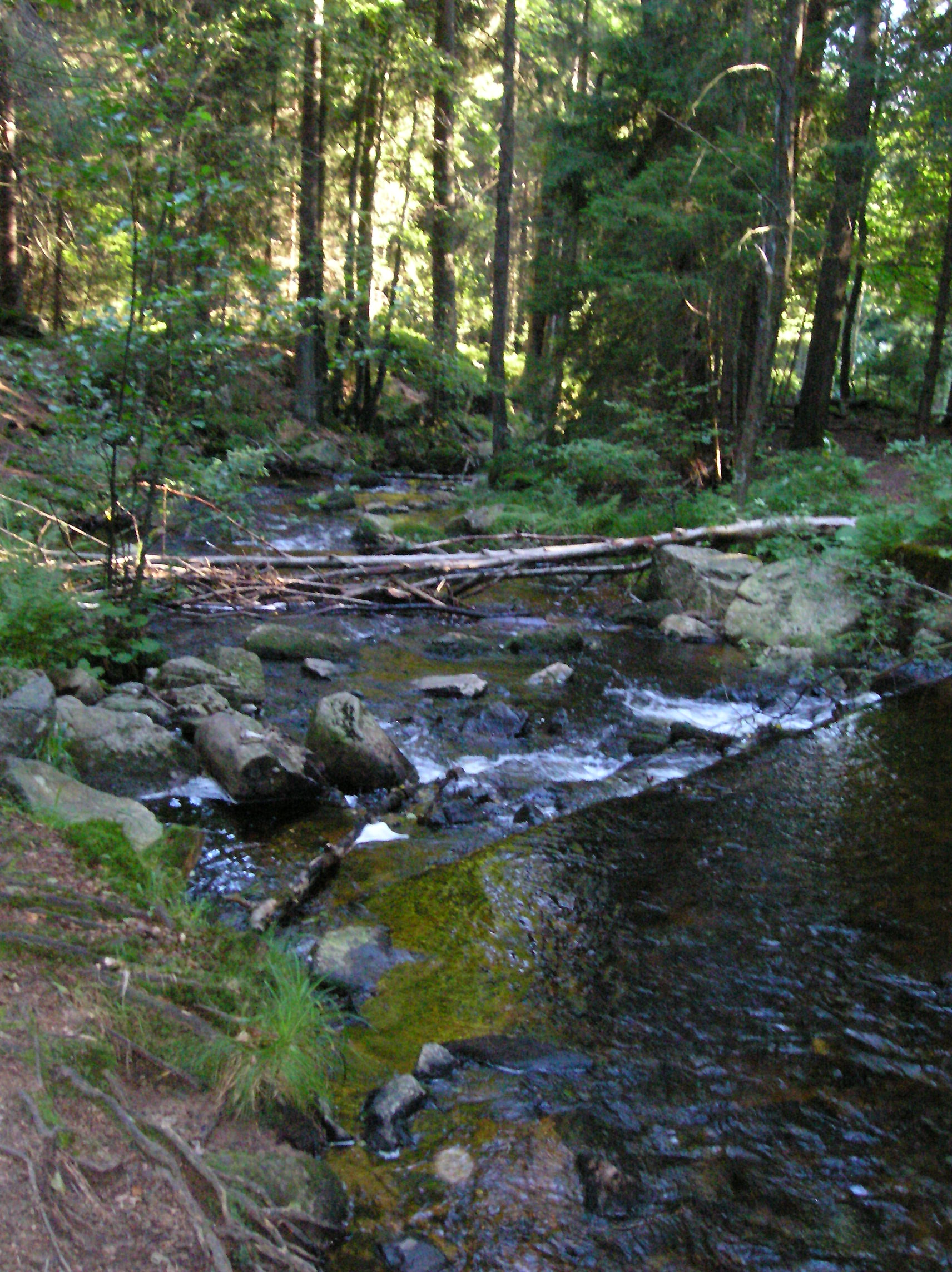
Weiterer Bodewasserfall bei Braunlage am Fuß des Wurmbergs